# Wattmetro

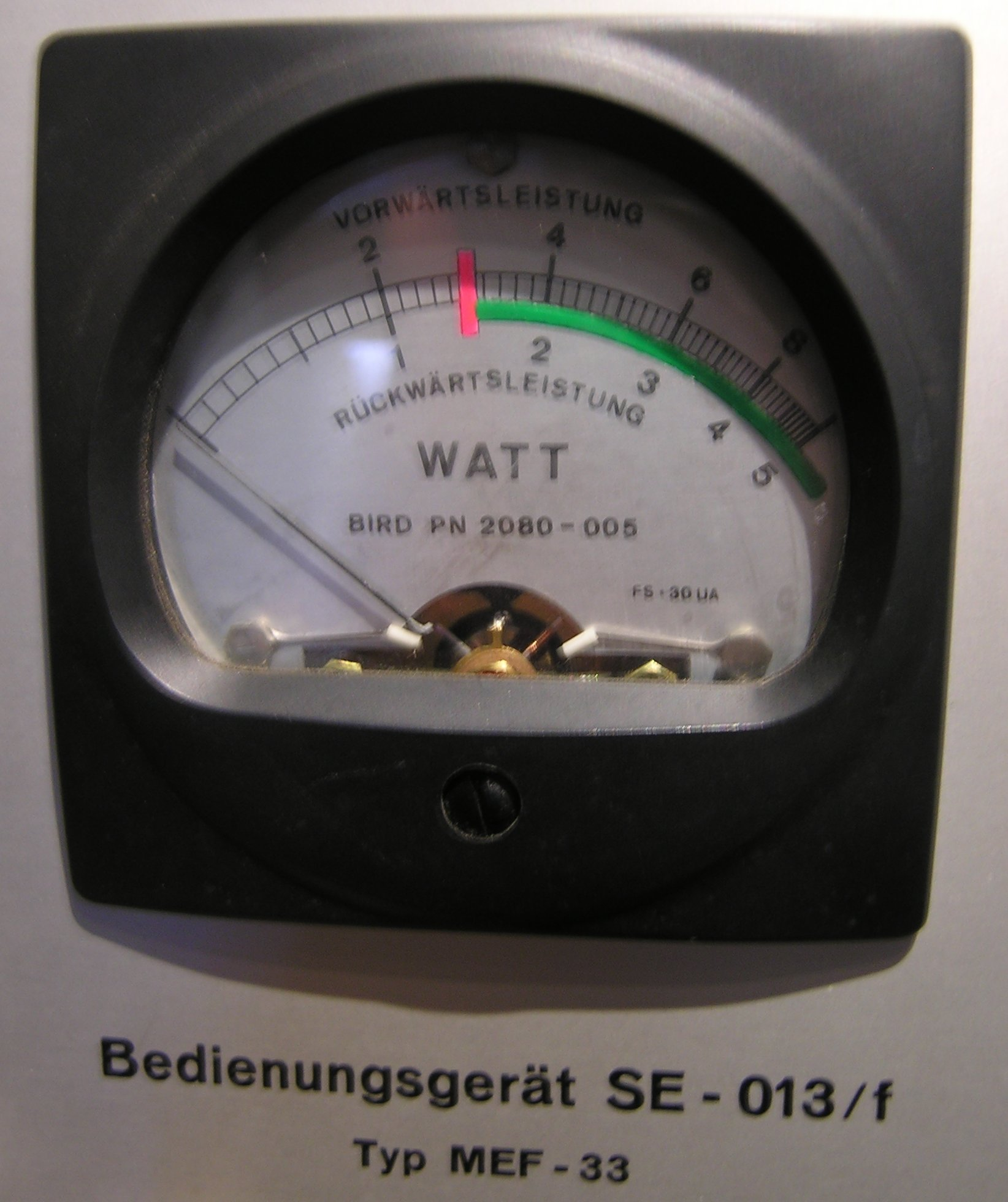
Un wattmetro

Il wattmetro è uno strumento per la misura della potenza elettrica attiva generata su una sezione di una linea elettrica.
Nei circuiti elettrici, la potenza complessiva è data dalla combinazione di due contributi distinti: 
1. la potenza attiva, misurata in watt (in onore del matematico e ingegnere scozzese James Watt che studiò in modo approfondito la materia), responsabile della maggior parte dei fenomeni visibili (calore, sollevamento di carichi, ecc.)
2. la potenza reattiva, in quadratura (sfasata di 90°) rispetto alla potenza attiva, misurata in voltampere reattivi o VAR (dimensionalmente uguale al watt), responsabile dei campi elettromagnetici variabili sfruttati nel funzionamento dei motori elettrici e di altri fenomeni secondari.

Per la misura dei due contributi di potenza si usano strumenti differenti: per la potenza attiva si usa il wattmetro mentre per la potenza reattiva si usa il varmetro.

## Definizione
la potenza attiva si calcola con la seguente formula 
{\displaystyle P=V\cdot I\cdot \cos \phi }
dove:
- V = valore efficace della tensione (che nei circuiti a tensione continua coincide col valore di tensione)
- I = valore efficace della corrente (che nei circuiti a corrente continua coincide col valore di corrente)
- {\displaystyle \phi } = angolo di sfasamento tra tensione e corrente.

Il termine {\displaystyle \cos \phi } viene denominato anche fattore di potenza ed equivale all'efficienza del circuito stesso.
Va osservato che in base alla definizione la potenza attiva è massima in valore assoluto quando tensione e corrente sono in fase ({\displaystyle \phi }=0°) o in controfase ({\displaystyle \phi }=180°) mentre è nulla quando tensione e corrente sono tra di loro in quadratura ({\displaystyle \phi }=90° o 270°). Inoltre, nel caso di correnti e tensioni continue lo sfasamento {\displaystyle \phi } si considera nullo e quindi il fattore {\displaystyle \cos \phi } vale 1 e la formula si riduce quindi a {\displaystyle P=VI}.
Da quest'ultima considerazione discende che il wattmetro è utilizzabile anche per misure su circuiti in regime di tensione e corrente continua.

## Principi e caratteristiche costruttive
Il wattmetro ideale è il modello teorico costituito da due bipoli separati elettricamente e che si influenzano magneticamente. Un circuito è denominato voltmetrico, con tutti i requisiti relativi (vedi voltmetro) e l'altro circuito è denominato amperometrico, con tutti i requisiti relativi (vedi amperometro). Questo modello viene utilizzato per le analisi matematiche e nella simulazione dei circuiti.
Per quanto teoricamente e matematicamente possibile, non è corretto calcolare la potenza di un circuito a corrente alternata misurando separatamente tensione (con un voltmetro), corrente (con un amperometro) e sfasamento (con un cosfimetro), sia per l'inutile complessità, vista l'esistenza di strumenti in grado di effettuare la misura in modo diretto, sia perché la misura risultante sarebbe affetta da un errore di misura complessivo pari alla combinazione degli errori di misura dei singoli strumenti.
Esistono vari tipi di wattmetro, tutti in grado di misurare la potenza direttamente (metodi diretti) tuttavia è possibile usare metodi alternativi per misurare la stessa grandezza in maniera indiretta.
Una caratteristica comune a questi strumenti è la sensibilità alle sovratensioni o alle sovracorrenti che possono provocare la cosiddetta morte silenziosa, per cui lo strumento si danneggia e non misura più in modo corretto senza che si osservino fenomeni di "fondo scala" o altri effetti visibili al momento del danneggiamento. Per evitare di incorrere in queste situazioni, tipicamente l'inserzione di un wattmetro si accompagna sempre all'inserzione di un amperometro e di un voltmetro per poter verificare che lo strumento non sia soggetto a correnti o a tensioni potenzialmente dannose. In alcuni casi, per poter valutare correttamente il valore della potenza realmente assorbita dal carico, è necessario tener conto anche degli autoconsumi degli strumenti supplementari (voltmetro e amperometro) inseriti e dell'autoconsumo del wattmetro medesimo (circuito voltmetrico e amperometrico del wattmetro).
Come per gli altri strumenti di misura, i parametri fondamentali che caratterizzano la qualità di un wattmetro sono tre:
- la classe di precisione, o semplicemente classe, espressa in forma numerica: uno strumento è tanto più preciso quanto più il valore della sua classe è basso;
- la portata, ovvero il massimo valore misurabile;
- la risoluzione, ovvero il minimo valore misurabile con certezza.

Un altro parametro non meno importante è la tensione di isolamento.

## Tipi di wattmetro

### Wattmetri elettrodinamici
Nella pratica comune, si tratta del tipo di wattmetro maggiormente utilizzato.
Questo tipo di wattmetro si avvicina per caratteristiche costruttive al modello del wattmetro ideale. Infatti viene realizzato usando due bobine e la coppia motrice agente sull'equipaggio mobile è proporzionale al prodotto tra la corrente elettrica {\displaystyle I_{m}} che attraversa la bobina mobile e la corrente elettrica {\displaystyle I_{f}} che attraversa la bobina fissa secondo la relazione:
{\displaystyle C_{m}=K\cdot I_{m}\cdot I_{f}\cdot \cos \phi }
dove:
- {\displaystyle C_{m}} = Coppia motrice
- K = costante dipendente dalle caratteristiche costruttive dello strumento
- {\displaystyle I_{m}} = corrente circolante nella bobina mobile
- {\displaystyle I_{f}} = corrente circolante nella bobina fissa
- φ = angolo di sfasamento tra {\displaystyle I_{m}} e {\displaystyle I_{f}}

Facendo in modo che la tensione di alimentazione rimanga proporzionale alla corrente circolante nella bobina mobile, lo strumento misurerà la potenza elettrica. Questa proporzionalità esiste sempre se il circuito è resistivo e per renderlo tale basta inserire in serie alla bobina mobile un resistore adeguato in manganina e tarare la scala di lettura direttamente in Watt. In queste condizioni si ottiene infatti:
{\displaystyle C_{m}=K\cdot V\cdot I\cdot \cos \phi =K\cdot P}
In linea di principio la bobina mobile potrebbe essere alimentata con la corrente circolante e la bobina fissa con la tensione esistente. Questo però non è fattibile praticamente, visto che è la bobina fissa ad essere costituita da filo di grande sezione, necessario per far circolare delle correnti elettriche intense. La bobina mobile viene alimentata attraverso molle antagoniste (che sono sempre piuttosto delicate) che se attraversate da una corrente intensa si possono distruggere.
Va osservato che l'uso di bobine implica la presenza di induttanza non eliminabile. In particolare non è possibile annullare totalmente l'induttanza della bobina mobile inserendo solamente una resistenza in serie. Questo provoca un errore chiamato errore di fase del wattmetro. Se lo strumento viene utilizzato ad una frequenza ben precisa si possono costruire dei circuiti di compensazione, inserendo in parallelo una capacità opportuna che compensi e annulli l'effetto dell'induttanza della bobina.
Nel caso di alimentazione in tensione continua, l'induttanza è nulla e lo strumento misurerà in modo corretto la potenza circolante. Si ottiene quindi che con questo accorgimento l'errore di induttanza diventa nullo soltanto in due casi:
- in regime di corrente continua
- in regime di corrente alternata alla frequenza di taratura.

Per frequenze nell'intorno della frequenza di taratura l'errore di fase del wattmetro si considera trascurabile, mentre per valori di frequenza molto diversi lo strumento non è utilizzabile, dato che il valore misurato dipenderà in un modo non trascurabile dall'errore di fase del wattmetro.
Questo tipo di wattmetro risulta non utilizzabile anche per frequenze intorno a quella di taratura se il circuito sottoposto a misura è di tipo fortemente capacitivo o induttivo. Infatti l'errore di fase del wattmetro dipende dallo sfasamento tra la tensione alimentante il circuito voltmetrico e la corrente in esso circolante, moltiplicato per la tangente dell'angolo di sfasamento del carico elettrico sotto misura. Quest'ultimo fattore diventa significativo nel caso di carichi fortemente induttivi o fortemente capacitivi.
Un'altra possibile fonte di errore si ha nel caso in cui la tensione media delle due bobine (voltmetrica e amperometrica) sia diversa. In questo caso bisogna smontare il circuito e rimontarlo correttamente. Se ciò non è possibile, per correggere questo errore bisogna installare sulla bobina voltmetrica un commutatore che possiede quattro resistenze di contatto che influenzano, alterandolo, il regolare funzionamento.
Infine, per le sue caratteristiche costruttive, questo tipo di wattmetro è molto sensibile ai campi magnetici ed elettrici esterni. Per esempio, quando viene utilizzato per misure in regime di corrente e tensione continue, la lettura risultante può essere influenzata dal campo magnetico terrestre. Esistono anche wattmetri schermati ma proprio la schermatura, pur eliminando gli effetti dei campi magnetici esterni, introduce a sua volta degli errori supplementari per cui questa variante fornisce risultati in generale meno precisi.
Per tutti questi motivi il wattmetro elettrodinamico viene utilizzato tipicamente da personale molto competente in grado di adottare le opportune contromisure per poter ridurre tutte le influenze descritte che sono motivo di errore.
La scala di questo strumento, se utilizzato nei limiti di impiego corretto, è di tipo esattamente uniforme e la classe di precisione può essere, nei modelli più pregiati, anche 0,1.

#### Wattmetro ferrodinamico
Il wattmetro ferrodinamico è una variante costruttiva in grado di annullare l'influenza dei campi magnetici esterni, aumentando notevolmente la coppia motrice. Questi modelli di wattmetri sono molto robusti ma anche meno precisi.
Non sono utilizzabili in corrente continua per le influenze del campo magnetico residuo presente nel nucleo di ferro usato nello strumento.

#### Wattmetro astatico
Questo tipo di wattmetro è costituito da due bobine fisse e due bobine mobili, alimentate come descritto precedentemente, ma collegate tra loro con polarità invertita. Con questa soluzione si ottengono due coppie motrici equiverse e una coppia totale risultante molto più piccola rispetto ai wattmetri elettrodinamici, già caratterizzati da una coppia molto bassa tanto da dover richiedere accorgimenti speciali per perni, molle antagoniste e altri particolari costruttivi).
Il grande pregio dei wattmetri astatici è che, alimentando le bobine con polarità invertita, i campi magnetici ed elettrici esterni (che inducono degli errori nei wattmetri elettrodinamici) generano delle perturbazioni di effetto contrario annullandosi vicendevolmente.

### Wattmetri termici
Questi tipi di wattmetri misurano la potenza come effetto di fenomeni di riscaldamento e quindi operano a temperature di lavoro relativamente elevati e risultano ancor più sensibili degli altri modelli di wattmetro ai sovraccarichi che possono determinare la fusione di uno o di entrambi gli elementi riscaldatori.

#### Wattmetro a dilatazione termica
Gli strumenti a dilatazione termica possiedono una coppia che è proporzionale al quadrato della corrente che scalda la spirale bimetallica. Per la misura si convogliano su una resistenza la somma di due correnti, {\displaystyle I_{a}} (corrente di linea) e {\displaystyle I_{v}} (proporzionale alla tensione di linea) e su una seconda resistenza la loro differenza {\displaystyle (I_{a}-I_{v})}.
Le due correnti {\displaystyle I_{a}} e {\displaystyle I_{v}} si ottengono in questo modo:
- si inserisce un resistore Rs in serie al circuito
- si collegano in serie tra loro due resistenze R di piccolo valore ai capi della resistenza Rs
- si collega una resistenza Rv di valore relativamente elevato tra le due resistenze R e l'altro filo di linea

Le resistenze R, attraversate da corrente riscaldano due spirali bimetalliche avvolte in senso opposto agenti sul medesimo asse dello strumento generando una coppia motrice pari a:
{\displaystyle C_{m}=K\cdot \left(R\cdot I_{v}\right)\cdot I_{a}\cdot \cos \phi =K\cdot V_{v}\cdot I_{a}\cdot \cos \phi =K\cdot P_{v}}
dove:
- {\displaystyle C_{m}} = coppia motrice
- K = costante costruttiva dipendente dallo strumento
- R = valore della resistenza dei riscaldatori
- {\displaystyle I_{a}} = valore corrente di linea
- {\displaystyle I_{v}} = valore della corrente proporzionale alla tensione di linea
- {\displaystyle V_{v}} = valore di tensione proporzionale alla tensione di linea
- {\displaystyle \phi } = angolo di sfasamento tra {\displaystyle I_{a}} e {\displaystyle I_{v}}, ossia corrente e tensione di linea
- {\displaystyle P_{v}} = valore di potenza proporzionale alla potenza di linea secondo il valore di R

#### Wattmetro a termocoppia
Il wattmetro a termocoppia usa un principio analogo a quello a dilatazione, ma al posto delle spirali bimetalliche usa due termocoppie collegate in opposizione tra loro e a un milliamperometro magnetoelettrico graduato direttamente in Watt.
Queste due soluzioni possiedono diversi errori sistematici che, con accorgimenti opportuni è possibile ridurre a valori accettabili. È da tener presente che nel caso di misure di potenza su circuiti ad alta frequenza o su circuiti dove le armoniche non sono trascurabili gli altri wattmetri non sono utilizzabili.

### Wattmetri elettrostatici
Per realizzare un wattmetro elettrostatico è necessario utilizzare un voltmetro elettrostatico a quattro quadranti e non un classico strumento elettrostatico a due quadranti (vedi elettrometro). I quattro quadranti sono collegati alternativamente a due a due. Si avranno quindi due armature fisse alternate collegate ad un morsetto e le altre due armature fisse collegate ad un secondo morsetto, completate da un'armatura mobile che può ruotare variando la superficie che è interessata dalle forze elettrostatiche. Per poter misurare la potenza in transito è necessario seguire una sequenza precisa:
- inserire un resistore in serie al circuito
- collegare un morsetto a monte del resistore
- collegare l'altro morsetto a valle del resistore
- collegare l'armatura mobile all'altro filo del circuito

La coppia motrice, che tende a far ruotare l'equipaggio mobile, è data da:
{\displaystyle C_{m}=K\cdot R\cdot (V\cdot I\cdot \cos \phi +{\frac {RI^{2}}{2}})=K\cdot R\cdot (P+{\frac {RI^{2}}{2}})}
dove:
- Cm = coppia motrice
- K = costante costruttiva dipendente dallo strumento
- R = valore della resistenza inserita in serie al circuito
- V = valore efficace della tensione esistente sul carico
- I = valore efficace della corrente assorbita dal carico
- φ = angolo di sfasamento tra tensione e corrente

Dalla formula si evidenzia che è presente un termine aggiuntivo {\displaystyle RI^{2}/2} che rappresenta un errore sistematico, ossia legato alle caratteristiche intrinseche di questo tipo di strumento e che deve essere reso trascurabile rispetto al valore della potenza {\displaystyle P} da misurare.
Se si utilizza il wattmetro elettrostatico in corrente continua, non esistendo in questo caso sfasamento tra tensione e corrente il valore di φ è nullo e quindi il fattore cosφ risulta uguale a 1. Dalla formula si deduce che il wattmetro elettrostatico risulta utilizzabile soprattutto per misurare la potenza nei circuiti dove la tensione è significativamente elevata rispetto alla corrente circolante.

### Wattmetri elettronici
Esistono anche wattmetri elettronici con visualizzazione sia analogica che digitale.

### Wattmetri ad induzione
I wattmetri ad induzione usano come principio costruttivo due elettromagneti alimentati in modo proporzionale alla corrente e alla tensione sotto misura e che generano la coppia motrice sfruttando i flussi magnetici che si stabiliscono. Un tipico esempio di strumento basato su un wattmetro ad induzione è il contatore elettromeccanico usato per misurare i consumi elettrici nelle abitazioni e nelle installazioni industriali.
In genere non si realizzano wattmetri ad induzione per i problemi che questo tipo di strumento ha al variare della tensione e della frequenza di funzionamento (problemi presenti anche negli amperometri e nei voltmetri ad induzione). Infatti:
- Al variare della tensione di alimentazione l'elettromagnete voltmetrico può entrare in saturazione ed in quel caso non è più garantita la proporzionalità tra tensione di alimentazione e flusso magnetico da esso generato.
- Al variare della frequenza di alimentazione negli elettromagneti variano le perdite per isteresi e per correnti parassite generando nello strumento degli errori non indifferenti. Per questo motivo i due elettromagneti sono sempre costruiti con dei lamierini magnetici con il preciso scopo di ridurre il più possibile questo tipo di errore.

Va osservato che nel caso dei contatori di energia di tipo domestico questo problema non si pone, dato che la tensione elettrica alternata fornita dai gestori è caratterizzata da valori di tensione efficace e di frequenza praticamente costanti, evitando così le situazioni di errore sopra descritte.
La coppia motrice è proporzionale al seno del angolo tra i flussi magnetici che i due elettromagneti producono. Attraverso un piccolo artificio (si inserisce in serie ad un avvolgimento una bobina di opportuno valore in modo da rendere tale circuito praticamente induttivo) è possibile far in modo che la coppia motrice che agisce sul disco di alluminio sia proporzionale al coseno tra la tensione di alimentazione e la corrente circolante nel circuito elettrico.
Per i problemi che questi strumenti hanno al variare della tensione di alimentazione se ne consiglia l'uso entro il campo di tensione e frequenza stabiliti dal costruttore.

### Wattmetri a basso fattore di potenza
Dovendo effettuare delle misure di potenza su un circuito a basso fattore di potenza (per esempio misure sulle perdite dei materiali magnetici) non posso utilizzare i wattmetri descritti. In genere questi wattmetri vengono utilizzati nei circuiti dove in fattore di potenza è dell'ordine di 0,2 o anche minore. Il motivo è molto semplice, anche con la tensione e la corrente nominale, se il circuito ha un fattore di potenza dell'ordine di 0,1 l'indicazione è poco precisa visto che l'ago dello strumento si posizionerà molto vicino all'inizio della scala. In questi casi, e solo in questi casi, si utilizzerà un wattmetro dove la coppia antagonista creata dalla molla è stata ridotta sensibilmente (anche di 10 volte). In questo modo l'ago dello strumento raggiungerà il fondo scala con una coppia notevolmente più piccola rispetto ad un comune wattmetro. C'è una sola avvertenza su questi wattmetri, se inseriti in un circuito senza essere certi che il fattore di potenza sia effettivamente molto piccolo si possono distruggere dal punto di vista meccanico. Per poter stabilire se vanno utilizzati, si effettua una misura preventiva e se è il caso si collega il circuito sostituendo il wattmetro con un wattmetro a basso fattore di potenza.

### Wattmetri digitali
I wattmetri digitali si contrappongono a quelli analogici per il tipo di architettura.
I wattmetri digitali, sebbene più complessi e costosi, consentono di effettuare misure di potenza Attiva, Reattiva ed Apparente con estrema precisione anche con vari fattori di potenza. Uno strumento di questo tipo si compone tipicamente di uno stadio di condizionamento del segnale, un convertitore A/D ed un software in grado di effettuare i calcoli power.
La potenza è per definizione la variazione del lavoro fatto nell'unità di tempo; il tempo nel caso della potenza elettrica DC può essere definito su un periodo di osservazione a piacere, mentre nel caso della potenza elettrica AC è necessariamente un multiplo (o sottomultiplo) del periodo dell'onda sinusoidale.
Va da sé che la misura esatta del periodo dell'onda è fondamentale per il corretto calcolo della potenza elettrica nei sistemi AC. Anche in applicazioni a frequenza costante (come la 50Hz di rete) è necessaria una precisa misurazione del tempo di periodo in quanto la frequenza è in continua variazione a causa del bilancio energetico tra generatori elettronici e carichi elettrici.
Sul principio di misura del tempo di periodo si possono ulteriormente classificare i wattmetri come wattmetri digitali zero crossing e wattmetri digitali in frequenza.

#### Wattmetro digitale nel dominio del tempo
Sono i wattmetri convenzionali di alta fascia che utilizzano l'istante di attraversamento del segnale per l'asse zero per determinare il tempo di periodo (zero crossing detector). L'attraversamento dello zero può essere rilevato con estrema precisione ma può essere fuorviante quando il segnale è molto rumoroso, come nel caso di segnali elettrici distorti a valle di inverters. In questo tipo di wattmetri il calcolo della potenza viene effettuato sulle forme d'onda nel dominio del tempo.
Un esempio di implementazione di questa tecnica è disponibile nel Wattmetro PZ4000 di Yokogawa.
Questo tipo di inverter è un'ottima scelta in presenza di segnali sinusoidali o poco distorti.

#### Wattmetro digitale nel dominio della frequenza
Sono i wattmetri di ultima generazione che effettuano un'analisi del segnale in frequenza (scomposizione FFT) per rilevare l'armonica fondamentale del segnale. Attraverso un complesso algoritmo ad anello chiuso a controllo di fase è possibile misurare la frequenza esatta dell'armonica fondamentale con precisioni molto alte (mHz) indipendentemente dalla presenza di armoniche e quindi distorsione. In questo tipo di wattmetri il calcolo della potenza viene effettuata nel dominio della frequenza, per ogni singola armonica. La potenza totale sarà quindi pari alla sommatoria delle potenze attive, reattive ed apparenti di tutte le armoniche calcolate. Questo tipo di elaborazione è molto complessa e richiede architetture PC performanti, come le moderne CPU ed in alcuni casi GPU.
Un esempio di implementazione di questa tecnica è disponibile nel Wattmetro Dewesoft Archiviato il 13 aprile 2021 in Internet Archive..
Quest'ultimo tipo di wattmetri è normalmente la scelta preferibile per l'analisi power di precisione nell'analisi dei flussi energetici a valle di inverter con alte frequenze di switching come quelli attualmente utilizzati nei veicoli elettrici o ibridi.

### Wattmetri trifase
Indipendentemente dal principio di funzionamento del wattmetro utilizzato è facile costruire un wattmetro trifase, con il preciso scopo di avere una sola lettura, accoppiando meccanicamente più equipaggi monofasi. Si costruiscono sul solito asse tutti gli equipaggi mobili dei vari wattmetri monofasi. Questo porta con sé alcuni vantaggi e svantaggi, vediamoli:
- Vantaggi: lettura diretta su linee trifasi con e senza neutro senza dover effettuare somme (vedi metodi alternativi) e un ingombro e peso più limitato.
- Svantaggi: lo strumento è, in genere, meno preciso e avendo molti morsetti di inserzione risulta un po' più complesso il suo montaggio nel circuito in esame. Un altro svantaggio non indifferente è che utilizzando più wattmetri monofasi è possibile, attraverso vari calcoli, conoscere la potenza reattiva e il fattore di potenza complessivo del nostro circuito (vedi varmetro).

Per questo motivo i wattmetri trifasi si utilizzano soltanto su postazioni fisse (strumenti da quadro). Per questo motivo, in genere, i wattmetri trifasi sono costruiti per funzionare con una tensione di 100 V e con una corrente di 5 A, visto che sono inseriti dopo dei trasformatori di tensione (TV) e di corrente (TA) che hanno, in genere, questi valori di uscita.

#### Wattmetro trifase per linee con neutro
Questo tipo di wattmetro è realizzato riunendo su un solo complesso i tre equipaggi mobili di tre wattmetri monofasi. Si tratta di inserire le tre bobine amperometriche in serie al circuito e le tre bobine voltmetriche derivate ordinatamente tra i tre fili del circuito e il neutro. Indipendentemente dal principio di funzionamento è ovvio che la coppia motrice complessiva agente sull'asse dello strumento è data dalla somma delle coppie agenti singolarmente e questo è indipendente anche da un eventuali squilibrio del circuito.
Questi strumenti possono avere molti morsetti di connessione, ma in genere, ne possiedono otto, (due morsetti per ogni filo) ed il resto dei collegamenti è all'interno dello strumento medesimo. La difficoltà di questi tipi di wattmetri è nell'individuare correttamente i morsetti rispetto al senso ciclico del circuito. Un errore nel montaggio può provocare la distruzione dello strumento medesimo, o nel migliore dei casi, il valore visualizzato è errato.
Nei wattmetri trifasi per linee con neutro funzionanti con il principio dell'induzione si può far funzionare i tre gruppi di elettromagneti su tre dischi separati (i tre assi sono, ovviamente rigidamente collegati tra di loro), ma si possono far agire anche su due dischi di alluminio e pure su un unico disco di alluminio. In questa seconda ipotesi si originano delle coppie motrici parassite che sono un'ulteriore causa di errore, visto che la corrente generata dal flusso di un elettromagnete si spanderà anche sotto gli altri elettromagneti degli altri gruppi monofasi.
Nei wattmetri trifasi per linee con neutro funzionanti con il principio elettrodinamico si hanno delle interferenze tra i vari circuiti e questo si può attenuare sono aumentando la distanza tra i tre gruppi di strumenti monofasi, ma questo comporta che lo strumento diviene più ingombrante e più pesante.
Sono questi ostacoli che rendono difficile costruire un wattmetro trifase per linee con neutro con una classe elevata (cioè molto preciso.

#### Wattmetro trifase per linee senza neutro
Le considerazioni fatte per i wattmetri trifase per linee con neutro si possono fare anche per questi tipi di wattmetri. Le uniche differenze sono:
- gli equipaggi sono soltanto due e sono collegati in inserzione Aron (vedi metodi alternativi).
- i morsetti di connessione sono, in genere, sei, (due morsetti per ogni filo)
- nel caso di inversione dei contatti lo strumento non si distrugge e funziona regolarmente

## Metodi alternativi
- Nei circuiti in corrente continua esiste, oltre a tutti gli strumenti appena descritti (wattmetro elettrodinamico, wattmetro termico, wattmetro elettrostatico) anche un metodo chiamato Metodo voltamperometrico (da non confondere con il Metodo voltamperometrico utilizzato per la determinazione della resistenza di un circuito).
- Nei circuiti a corrente alternata monofase non esistono, oltre a tutti gli strumenti appena descritti (wattmetro elettrodinamico, wattmetro termico, wattmetro elettrostatico, wattmetro ad induzione) dei metodi alternativi.
- Nei circuiti a corrente alternata trifase esistono, oltre ai wattmetri trifasi (con o senza neutro) anche dei metodi alternativi che utilizzano i wattmetri monofasi appena descritti (inserzione Aron).